# Грубич, Лука
Лука Грубич (хорв. Luka Grubić, род. 9 августа 1989) — хорватский шоссейный велогонщик.

## Карьера
Призёр чемпионата Хорватии в групповой и индивидуальной гонках. Призёр чемпионата Хорватии по велокроссу.
Участник чемпионатов мира и Европы в категории U23.

## Достижения

### Шоссе
2006
2-й на Чемпионат Хорватии — групповая гонка U19
2009
2-й на Чемпионат Хорватии — индивидуальная гонка
2010
 Чемпион Хорватии — индивидуальная гонка U23
3-й на Чемпионат Хорватии — групповая гонка
2011
 Чемпион Хорватии — групповая гонка U23
 Чемпион Хорватии — индивидуальная гонка U23

### Велокросс
2007-2008
 Чемпион Хорватии U23
3-й на Чемпионат Хорватии
2012-2013
2-й на Чемпионат Хорватии

## Рейтинги
| Год                 | 2009   | 2010  | 2011  | 2012   |
| ------------------- | ------ | ----- | ----- | ------ |
| Европейский тур UCI | 1065-й | 949-й | 911-й | 1093-й |
|                     |        |       |       |        |
| Источник: UCI       |        |       |       |        |